# Баргер-Остервелд
Баргер-Остервелд (нід. Barger-Oosterveld) — село в нідерландській провінції Дренте. Входить до муніципалітету Еммен.
Його площа становить 1,93 км², а населення станом на 2021 рік складало 3 055 осіб.
Перша згадка про населений пункт датується 1899 роком.

## Галерея

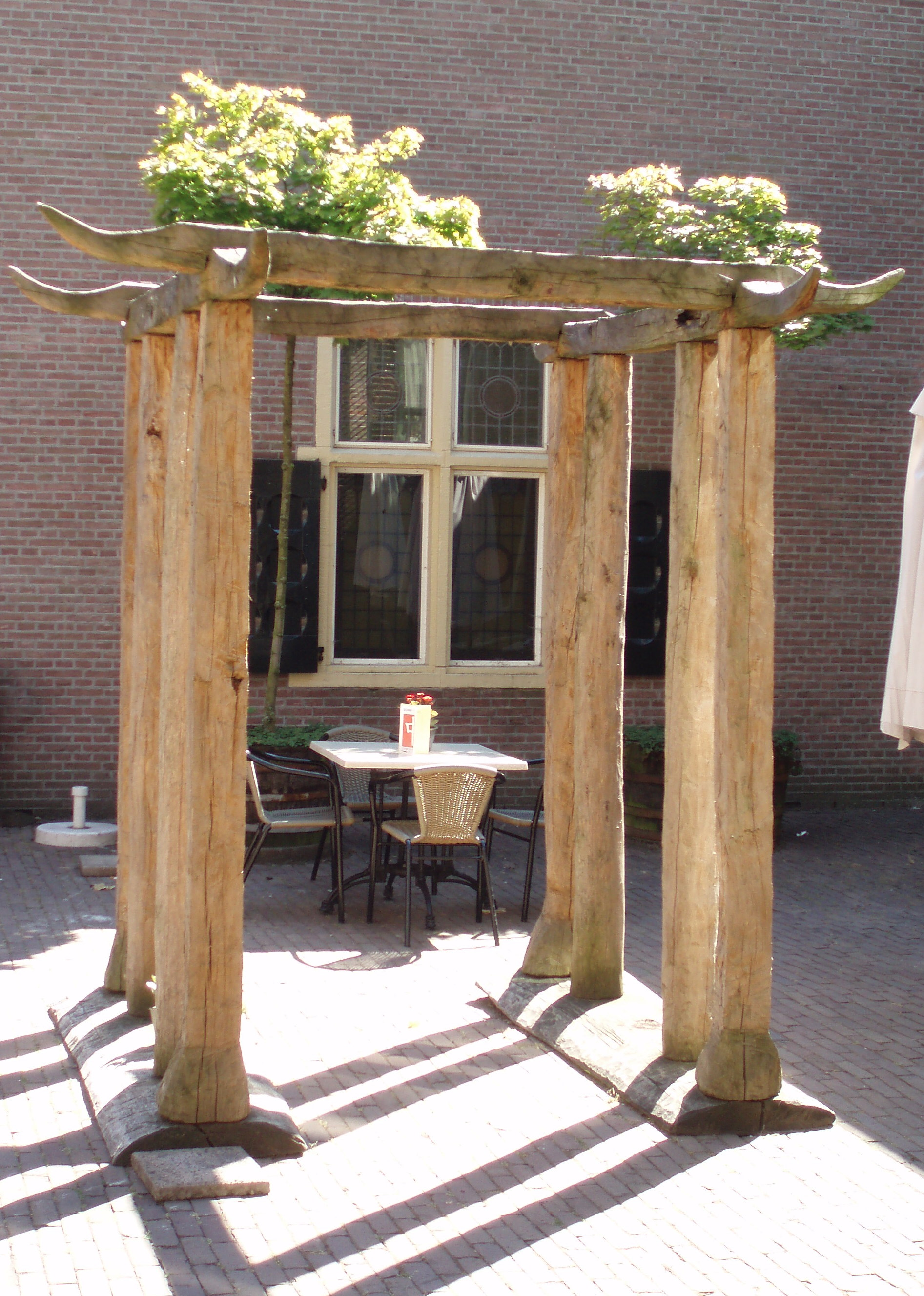